# Andrea da Milano
Andrea Retondi (Saronno, 1475 circa – 1547 circa) è stato un intagliatore italiano.

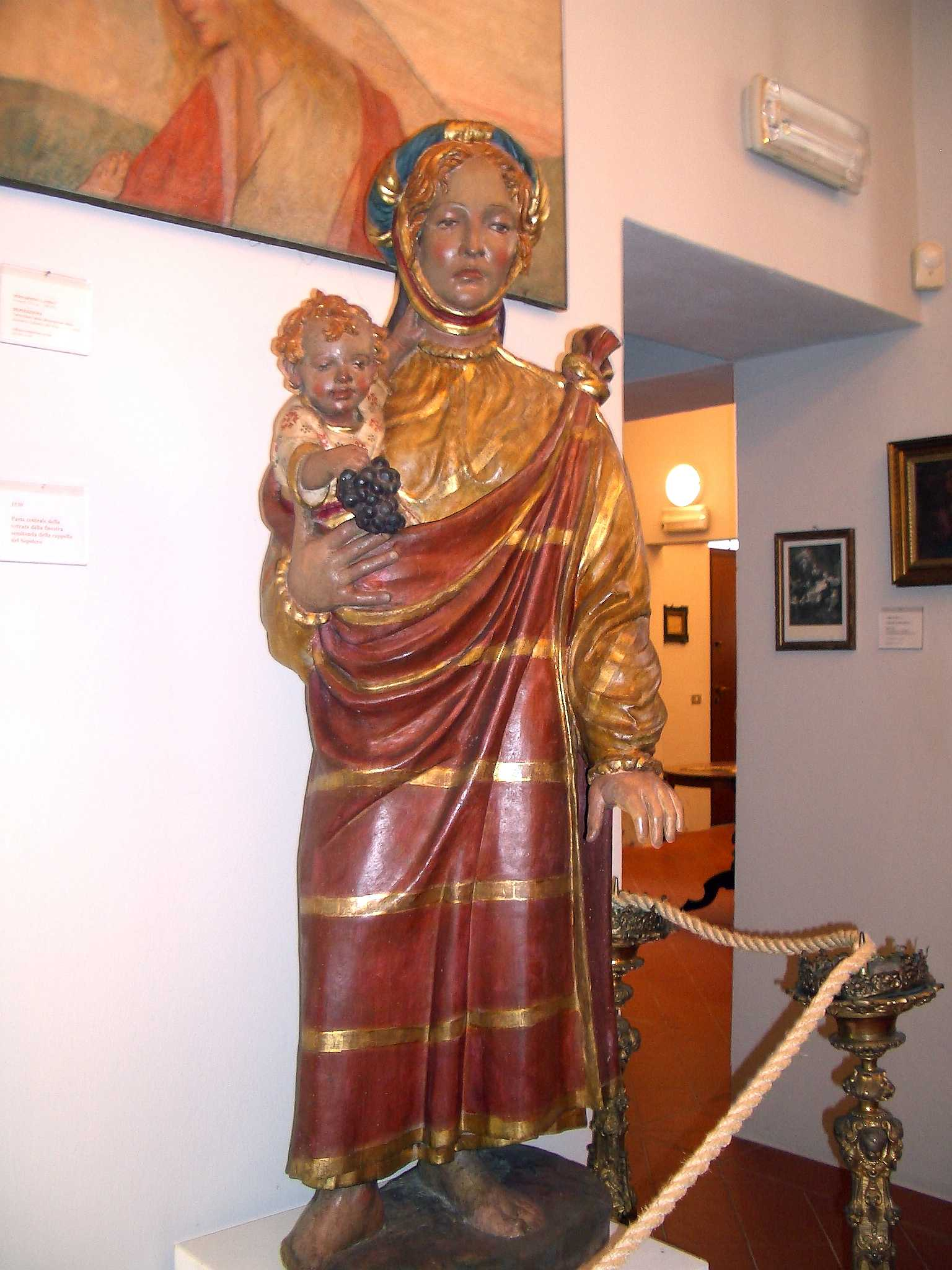
Andrea da Milano (detto anche Andrea da Saronno), Figura della Gitana, Museo del Santuario della B.V. dei Miracoli, Saronno

Detto anche Andrea da Saronno, fu un maestro intagliatore del legno lombardo documentato tra il 1498 ed il 1547.

## Vita ed opere
Tenne bottega a Milano ove fu in rapporti di collaborazione con Agostino Busti detto il Bambaja. L'anno 1518 lo vede intento a contribuire alla realizzazione del monumento funebre a Gaston de Foix. In questo periodo lavora per la Fabbrica del Duomo di Milano.
Nel 1520 eseguì le nove statue a grandezza naturale che formano il Compianto sul Cristo morto della chiesa conventuale di San Vittore a Meda. Nel 1525 viene richiasta la sua opera presso il Santuario di Saronno. Lavorò a lungo (dal 1527  al 1536) a Saronno presso il Santuario della Beata Vergine dei Miracoli. Per aver legato indissolubilmente il suo nome a Saronno ed al suo Santuario. I lavori eseguiti presso il Santuario comprendono:
- le statue delle Sante Lucia, Agata, Maria Maddalena, Liberata, Marta e quella di San Giovanni ed i busti di Re Davide, Salomone, Abacuc e Isaia;
- i gruppi scultorei posti nelle due cappelle laterali con le scene del Cenacolo e della Deposizione dalla Croce;
- Il busto del Padre Eterno posto al centro della cupola e la statua della Madonna Assunta (opera poi completata dal suo allievo Giulio Oggioni).

L'ambientazione della Cappella del Cenacolo è fortemente suggestiva, con gli apostoli – colti,  secondo il modello di Leonardo, nel preciso momento in cui Gesù annuncia che sarà tradito – intenti a discutere tra loro od a guardare increduli il Maestro. Risulta evidente, dalla postura delle figure scolpite, dalla scelta dei colori e dai panneggi delle vesti, come Andrea si collochi nella vasta schiera degli emuli del Cenacolo vinciano cercando, per quanto gli è possibile,  di catturare la vibrante drammaticità presente del dipinto. 
Nella Cappella del Compianto sul Cristo morto (o della Deposizione dalla Croce) Andrea riprende un tema a quei tempi assai diffuso nei gruppi scultorei ispirandosi verosimilmente al modello di Agostino de Fondulis nella chiesa di Santa Maria presso San Satiro a Milano. Il gruppo appare oggi, in alcune sue parti, poco coerente (ad esempio nelle figure, più piccole, degli angeli che portano i simboli della Passione). Esso ha subito infatti varie risistemazioni; inizialmente comprendeva un numero molto più ampio di statue che componevano scene diverse della Passione: oltre al Compianto, la scena del Calvario con i ladroni sulla Croce, e quella della Discesa al Limbo). 

Nel "Museo del Santuario" si possono ammirare due belle statue superstiti: una Figura maschile dolente e della Gitana.
Oltre alle opere eseguite per il Santuario della Beata Vergine dei Miracoli delle quali si conserva la documentazione, il catalogo di Andrea da Milano si è andato ultimamente arricchendo di numerose altre attribuzioni:
- Il Compianto sul Cristo morto, posto nella chiesa di San Francesco a Saronno (Cappella della Pietà) composto da sei figure: la Vergine, il Cristo morto, tre pie Donne Pie Giuseppe d'Arimatea;
- L'Ancona con l'Adorazione del Bambino, nella chiesa di San Vittore a Caiolo in Valtellina;
- L’Ancona di San Giuseppe, nella basilica di San Lorenzo (Mortara) in Mortara;
- Il gruppo scultoreo della  Adorazione dei Magi nel Santuario di Santa Maria del Monte al Sacro Monte di Varese.

In quest'ultima opera Andrea da Milano mostra una grande raffinatezza stilistica che lo colloca decisamente all'altezza di quel grande periodo della scultura in legno nel ducato di Milano, accanto ai Fratelli De Donati ed a Giovanni Angelo del Maino. L'impaginazione dell'opera ed una serie di dettagli iconografici mostrano come Andrea sappia mettere a frutto la lezione appresa osservando nel Santuario di Saronno, sullo stesso soggetto, l'affresco eseguito da Bernardino Luini.

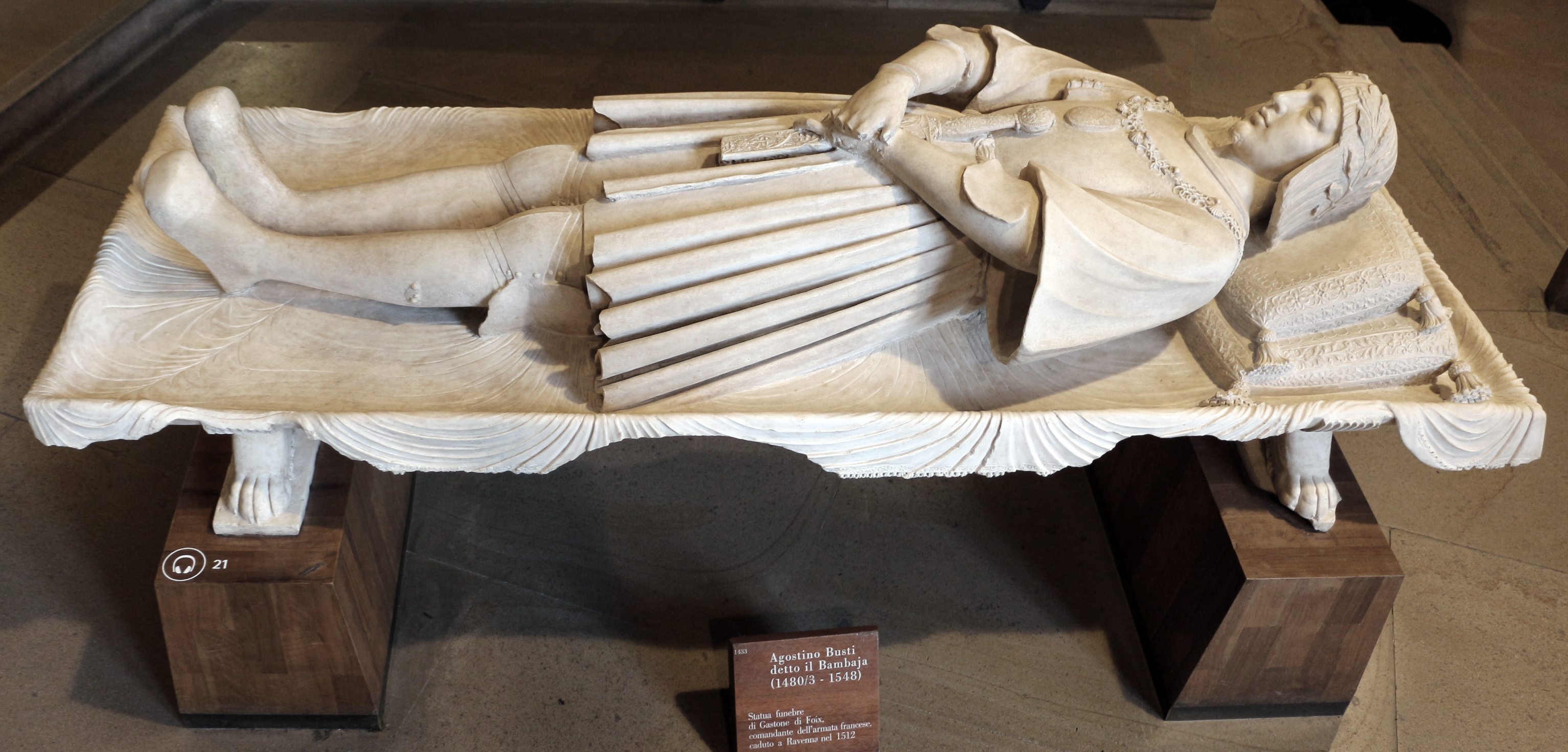
monumento a gastone de foix
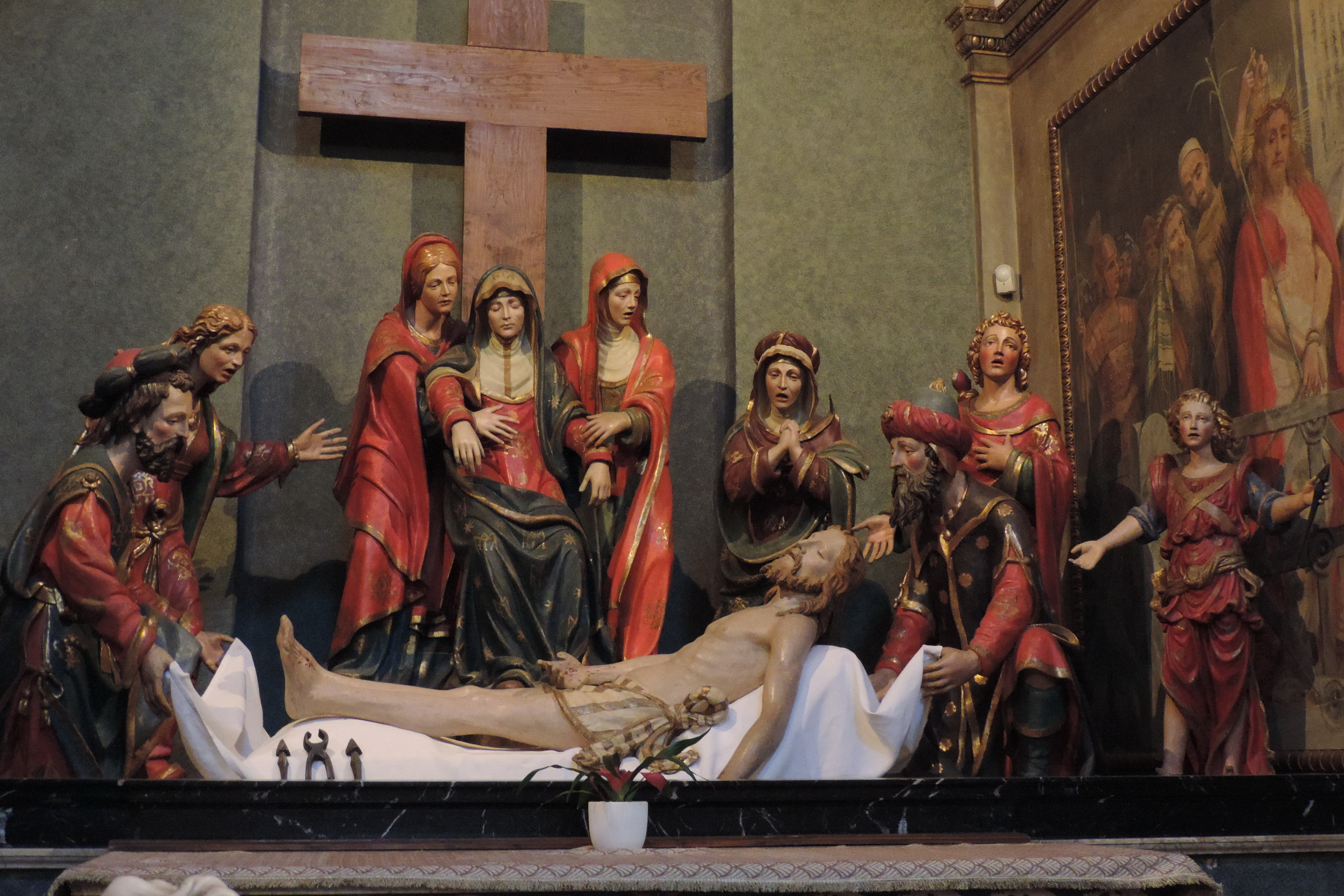
Saronno, Santuario della Beata Vergine dei Miracoli
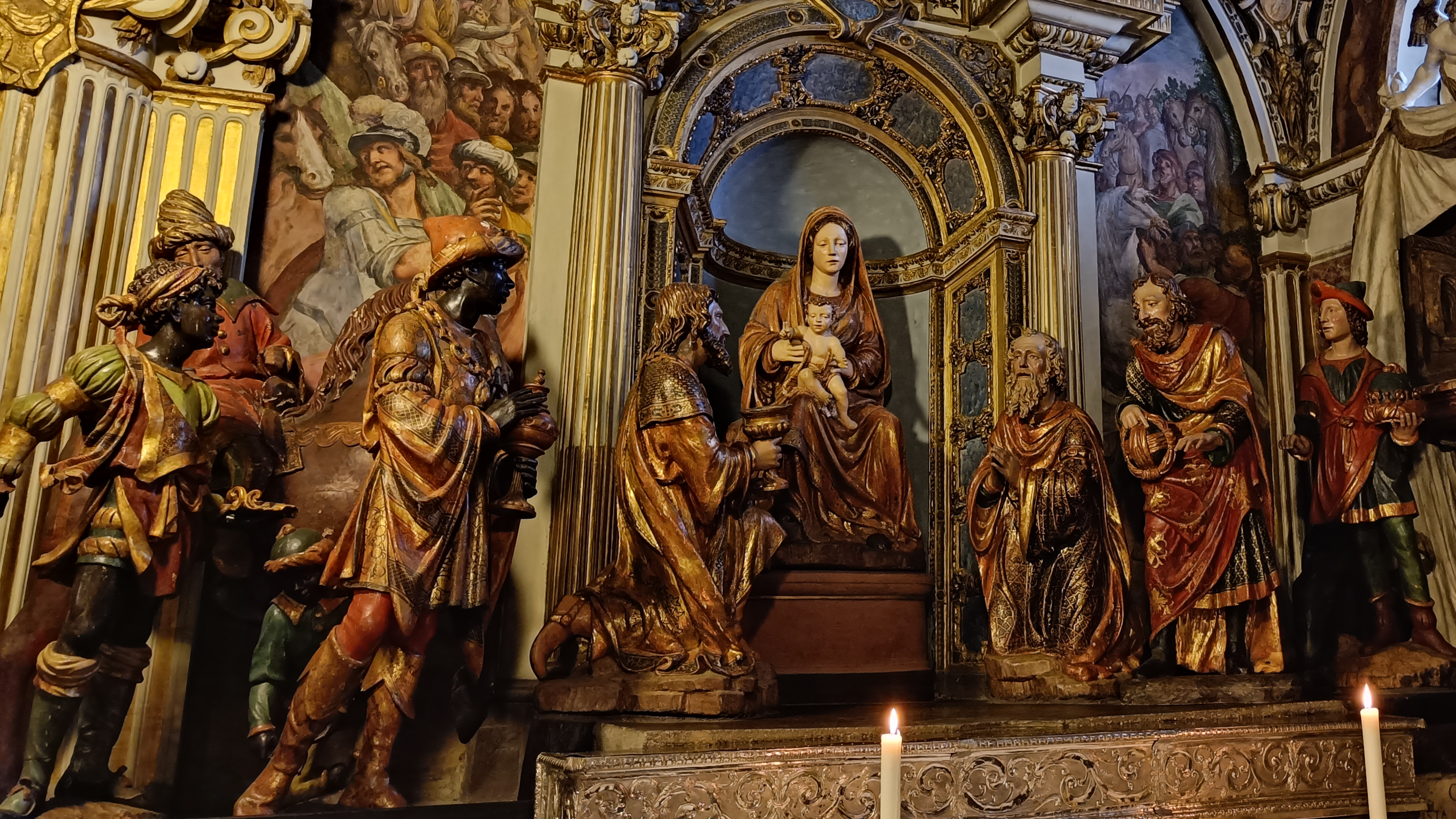
Varese, Santuario di Santa Maria del Monte
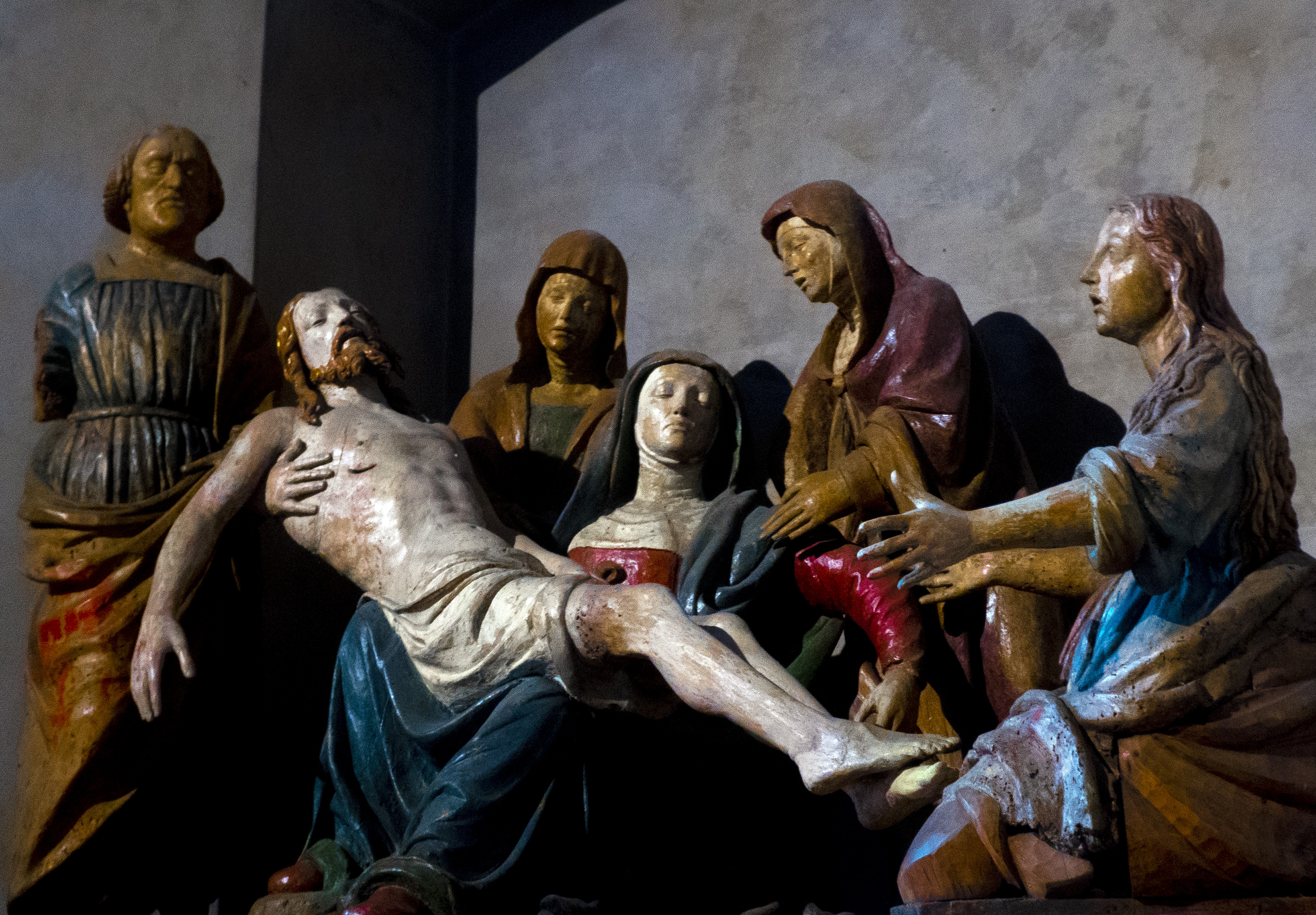
Deposizione. Saronno, Chiesa di san Francesco